# Yosef Lishansky
Yosef Lishansky (יוסף לישנסקי) (Russia, 1886 – Damasco, 16 dicembre 1917) è stato un agente segreto ottomano.
Yosef Lishansky nacque in Russia nel 1886 ed emigrò all'età di sei anni in Palestina con suo padre; erano gli unici sopravvissuti della loro famiglia, vittima dei pogrom antisemitici del 1881. Fu allevato da sua zia, residente a Metulla. Durante gli anni della sua scolarizzazione apprese l'arabo e divenne uno specialista della monta a cavallo.
La sua candidatura in seno all'organizzazione HaShomer fu rifiutata e pertanto, durante la prima guerra mondiale, Lishansky fondò un'organizzazione indipendente di difesa, chiamata HaMagen.
Grazie ai suoi legami di amicizia con Avshalom Feinberg fu integrato ai ranghi dell'organizzazione Nili, diretta da Aaron Aaronsohn. Di ritorno da un viaggio in Egitto, dove Feinberg trovò la morte, Lishansky fu arrestato dalle autorità ottomane proprio in quanto membro del Nili. Fu imprigionato in una prigione a Damasco (Siria) dove venne torturato ed impiccato il 16 dicembre del 1917.